# Јовица Цветковић
Јовица Цветковић (Београд, 18. септембар 1959) је бивши југословенски рукометаш и репрезентативац а данас рукометни тренер.

## Играчка каријера

### Клубови
Цветковић је каријеру почео у Партизану, касније је играо је у ОРК Београду потом кратко боравио у панчевачком Динаму, да би пуну афирмацију стекао у Црвеној звезди. За Звезду је играо у два наврата, од 1977. до 1984. и од 1985. до 1987. године. Пет пута је током прве половине осамдесетих година био најбољи стрелац југословенске лиге, али због веома јаке конкуренције није стигао до шампионске титуле са црвено-белима. Највећи домет Црвене звезде било је друго место у сезони 1982/83, када је испуштена прилика да се стигне до шампионске титуле поразом у последњем колу.
Године 1984. сели се у Металопластику из Шапца, један од водећих југословенских клубова у то време. Цветковић је у Металопластици био један од главних играча и голгетера. С Металопластиком је имао како домаћег, тако и европског успеха. Два пута заредом освајао је ЕХФ-ову Лигу шампиона, а има и титулу првака Југославије у рукомету.
Године 1987. започиње његова инострана каријера. Прва станица био је немачки РК Минден, клуб из 2. Бундеслиге Север. Цветковић је био најбољи стрелац те лиге. Након годину дана одлази у Шпанију где је играо за клубове РК Бидасоа, РК Кантабрија и РК Конкенсе Куенка. Наступао је и у Италији за РК Конверсано.

### Репрезентација
Највеће успехе је постигао у дресу репрезентације Југославије, са којом је освојио златну медаљу на Светском првенству 1986. у Швајцарској, када је био први голгетер националног тима са 37 постигнутих голова и осми на турниру. Играо је и на Олимпијским играма у Москви 1980. године када је на пет одиграних мечева постигао 15 голова, а Југославија заузела шесто место.
Играо је на позицији десног бека и скупио је више од 100 наступа за репрезентацију. Слови за једног од најбољих десних бекова свих времена, са разорном левицом и најлепшим скок-шутом у историји ове игре.

## Тренерска каријера

### Клубови
Тренерску је каријеру започео у РК Црвена звезда 1996. године где је са дужим прекидима остао све до 2004. године. Током сезоне 1996/97. узео је титулу првака СР Југославије, а у сезони 2003/04. освојио је дуплу круну са тим клубом. Био је и члан управе клуба. Након тога одлази у Македонију где тренира РК Металург Скопље и осваја такође дуплу круну након прве године. Разлог одласка из Црвене звезде је и данас неразјашњен јер је Цветковић у клубу имао успешни тренерски низ титула и стварања играча. Неки су сматрали да је разлог одласка Цветковића било политичке природе, но Цветковић је оповргнуо да су разлози политички мотивисани, а оповргнуо је и да је икада био члан било које политичке странке. Након напуштања клупе Србије, Цветковић је постао тренер румунског клуба Констанце са којим је током сезоне 2010/11. играо у Лиги шампиона, али је већ у октобру 2010.дао отказ због константног мешања управе у рад тренера.
У априлу 2012, преузео је српски клуб РК Железничар Ниш, где су након врло тешке ситуације на табели успели да остваре опстанак у најјачој лиги Србије. Да би потом 2013. постао тренер клуба РК Борац Бања Лука и исте године успео да освоји триплу круну.

### Репрезентација
Године 2006. постао је селектор рукометне репрезентације Србије. Цветковић је планирао потпуну реконструкцију екипе и враћање њене старе славе. У томе је након напорног рада и успео те се екипа успела пласирати на Светско првенство 2009. у Хрватској. Србија је жребом упала у јаку групу Д где су јој противници били Саудијска Арабија, Египат, Бразил, Норвешка и Данска. Србија је победама против Саудијске Арабије, Египта и Норвешке успела осигурати пролаз и показала је јако добру игру, парирајући Данцима које је водила све до последњих минута. У другом кругу је допала у још јачу групу где је осим Данске и Норвешке, за противнике добила Македонију, Немачку и Пољску. Након изврсне утакмице са Немцима, која је завршила ремијем, Србија је изгубили од Пољске и тиме остала без прилике за пролаз у полуфинале,освојено је 7. место на такмичењу. Након чега, са управом рукометног савеза Србије долази до разлаза у идејама о будућности и даљем развоју рукомета у Србији, па самим тим и раскида сарадње.

## Приватно
Ожењен је за српску рукометашицу Радмилу Савић.